# Ludhiana
Ludhiana thành phố Tây Bắc Ấn Độ, nằm trong một vùng nông nghiệp của bang Punjab. Thành phố nằm bên bờ của con sông Sutlej trước đây (phía Nam của con sông hiện tại). Thành phố Ludhiana là một trung tâm chế tạo, thương mại và giao thông vận tải quan trọng. Thành phố này sản xuất thép, hàng dệt, hàng dệt kim, máy may. Ở đây có Đại học Nông nghiệp Punjab (1962). Ludhiāna được thành lập cuối thế kỷ 15 và đã phát triển thành một trung tâm công nghiệp sau khi Ấn Độ giành được độc lập năm 1947. 